# Virgulă mobilă
În tehnologia informației, virgula mobilă (în engleză floating point) este unul din sistemele folosite pentru reprezentarea numerelor raționale ca șiruri de biți. Termenul de virgulă mobilă se referă la faptul că virgula care separă partea întreagă de cea fracționară se poate deplasa, adică poate fi plasată oriunde relativ la cifrele semnificative ale numărului. Poziția virgulei este indicată separat în cadrul reprezentării interne. Astfel, reprezentarea în virgulă mobilă poate fi considerată o adaptare la calculator a notației științifice. De-a lungul timpului, au fost folosite diverse reprezentări în virgulă mobilă. Astăzi, cea mai des întâlnită modalitate de reprezentare a numerelor în virgulă mobilă este cea definită de standardul IEEE 754-1985.
Avantajul reprezentării în virgulă mobilă față de cea în virgulă fixă este gama mai largă de valori reprezentate. Dacă în virgulă fixă se pot reprezenta numere cu un număr fix de cifre de o parte și de alta a virgulei, virgula mobilă permite sacrificarea preciziei (numărului de cifre fracționare cunoscut) pentru reprezentarea unor numere mai mari, și invers, reprezentarea mai precisă a numerelor mici. De exemplu, presupunând că  într-o reprezentare în virgulă fixă numărul de cifre ale părții întregi este 6 și cel de cifre fracționare este 2, se pot reprezenta valori ca 123.456,75 sau 984,57, pe când în virgulă mobilă pot fi reprezentate la fel de bine numere ca 1,2345678 sau 1.234.567,8.
Viteza cu care un calculator efectuează calcule în virgulă mobilă este o măsură a performanței în multe domenii de aplicații. Aceasta se măsoară în megaFLOPS (milioane de operațiuni în virgulă mobilă pe secundă) sau gigaFLOPS. Performanțele supercalculatoarelor de la nivelul anului 2008 sunt de ordinul teraFLOPS sau petaFLOPS. Supercalculatorul IBM Roadrunner a atins 1,026 petaFLOPS, adică 1,026 milioane de miliarde de operațiuni în virgulă mobilă pe secundă.